# Cornelis Vermuyden
Cornelis Vermuyden (Sint-Maartensdijk, 1590 - Londen, oktober 1677) was een Zeeuws waterbouwkundige die de Nederlandse waterbouwtechnieken introduceerde in Engeland en een aanvang maakte met de droogmaking van het veengebied The Fens in East Anglia.

## Leven

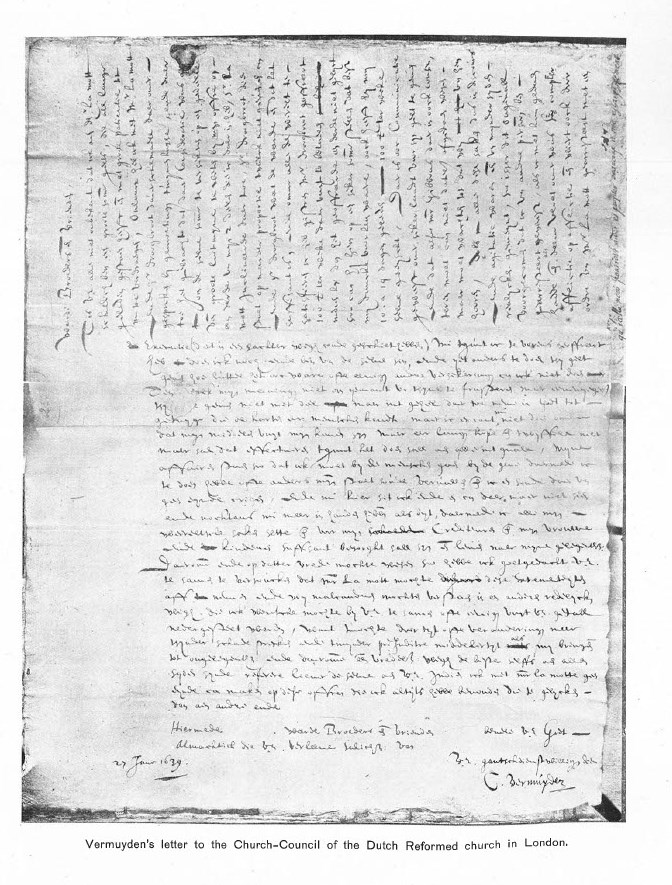
Brief van Vermuyden aan de Kerkeraad van de Dutch Reformed Church in London, 1639

Vermuyden werd in 1590 geboren in Sint-Maartensdijk op het Zeeuwse eiland Tholen. Hij volgde een opleiding tot landmeter en werkte tijdens het Twaalfjarig Bestand mee aan bedijkingen in Zeeuws-Vlaanderen en op de Bevelanden. In 1619 haalde zijn zwager hem over naar Engeland te komen en introduceerde hem bij het Engelse hof. Kort daarop kreeg hij de opdracht een doorgebroken dijk bij Dagenham aan de Theems te dichten en de koninklijke tuinen bij Windsor Castle te ontwateren. Hij werd beroemd vanwege zijn werkzaamheden in Hatfield Chase en The Fens. Als dank verhief Karel I hem op 6 januari 1629 in de Engelse adelstand, sindsdien is hij in Engeland bekend als "Sir Cornelius Vermuyden".
Cornelis Vermuyden werd in 1633 tot Engelsman genaturaliseerd. Doordat enkele projecten financieel mislukten raakte hij in de schulden en belandde hij in de gevangenis. Hij werd op 15 oktober 1677 begraven in Westminster.
In tegenstelling tot wat vaak gedacht wordt is Vermuyden niet betrokken geweest bij de drooglegging van Canvey Island in de monding van de Theems in 1621. Dit werk werd voltooid door de Nederlander Joas Croppenburg. De naam "The Cornelius Vermuyden School and Arts College" voor een nabijgelegen onderwijsinstituut berust dus niet op lokale historische banden.
Sint-Maartensdijk heeft een straat naar hem vernoemd, Amsterdam kent sinds begin 21e eeuw de Cornelis Vermuydenstraat.

## Motto
Het motto van Vermuydens familie, "Niet Zonder Arbyt", dat voorkomt op een huis van Vermuyden in Fen Drayton, leeft voort als het officiële motto van het districtsbestuur van South Cambridgeshire, het enige Nederlandstalige motto in de Britse civiele heraldiek. Het werd tevens het devies van een onderdeel van de Royal Air Force dat hier tijdens de Tweede Wereldoorlog was gelegerd en vaak over Nederland vloog. Daaraan herinnert een glas-in-loodraam in de kathedraal van Ely, waarin het motto weer terugkeert.
Vermuydens belangrijkste publicatie is A Discourse touching the drayning the Great Fennes, lying within the severall counties of Lincolne, Northhampton, Huntington, Norfolke, Suffolke, Cambridge and the Isle of Ely (London 1642).

## Hatfield Chase
Zowel de Britse vorst Jacobus I als zijn opvolger Karel I wilden het waterrijke kroondomein Hatfield Chase in Isle of Axholme (het enige gedeelte van North Lincolnshire ten westen van de rivier de Trent), droogleggen. Daarvoor riepen zij in 1626 de hulp van Vermuyden in. De drooglegging werd gefinancierd door zowel Engels als Nederlands kapitaal, in het bijzonder van Francis Russell, de vierde Earl of Bedford. Een andere financier was Philibert Vernatti, een Nederlander met Zwitserse ouders die nogal wat grond bezat in dit gebied. Later kreeg deze onenigheid met Vermuyden en begon tegen hem met Mathew Valkenburg en anderen een rechtszaak, waarin van Vermuyden een bedrag van £ 20.000 werd geëist als vergoeding voor de kosten besteed aan het graven van de Dutch River (de tegenwoordige River Don in South Yorkshire). 

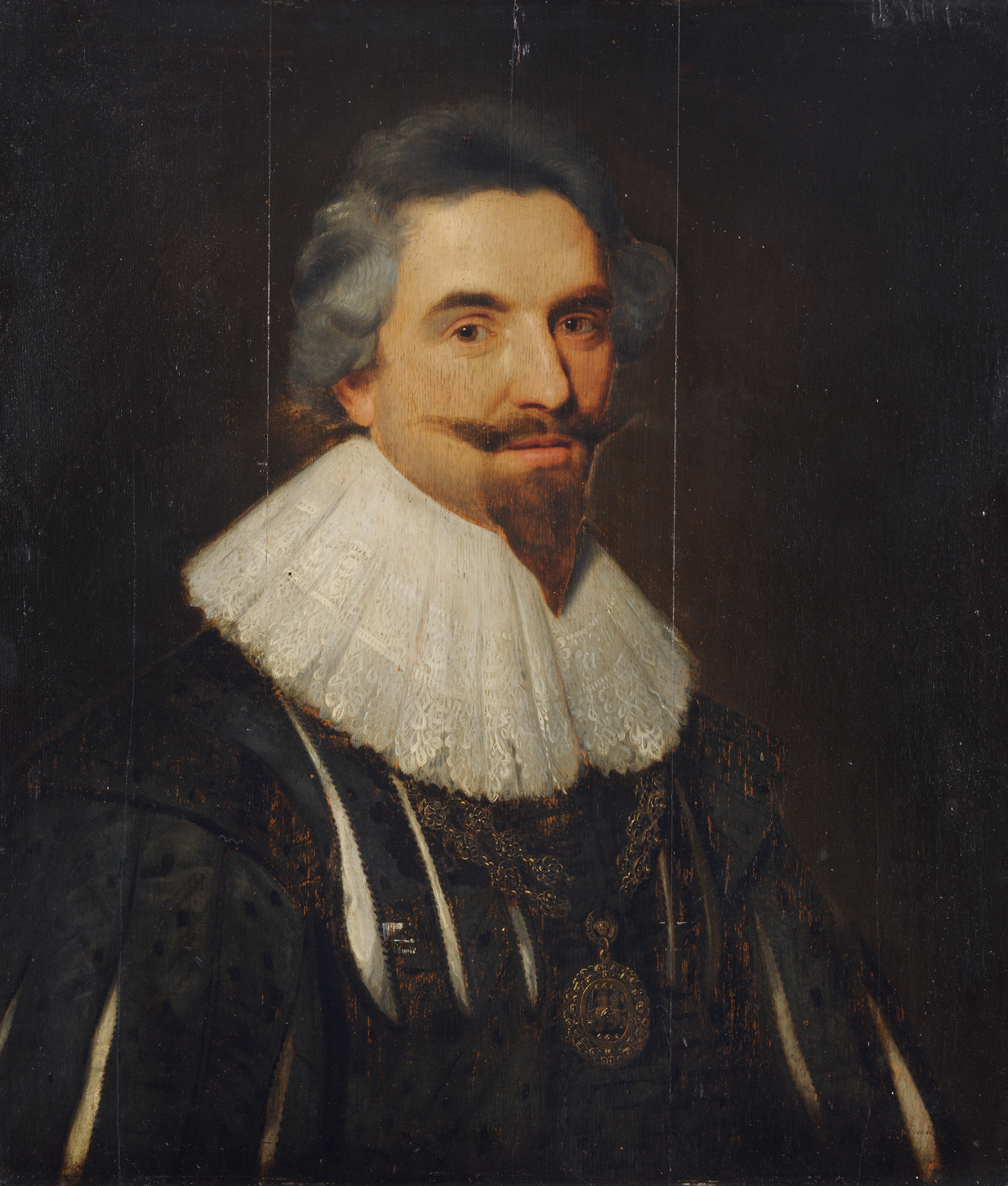
Philibert Vernatti, vroeger werd dit schilderij beschouwd als een portret van Vermuyden

Er bestaat een portret van Vernatti, dat in een aantal publicaties beschreven wordt als portret an Vermuyden. Dat schilderij komt uit de collectie van de weduwe Noel, waar het gehouden werd voor een portret van Vermuyden, en is ook als zodanig gepubliceerd in het boek van L.E. Harris over het werk van Vermuyden. Vanwege tegenwerking van de lokale bevolking liet Vermuyden tweehonderd Zeeuwen overkomen. Dat leidde bij de bevolking tot een vijandige sfeer waarbij de Nederlandse arbeiders regelmatig werden aangevallen.
Toch ontstond een bloeiende Zeeuwse gemeenschap die de droogmaking in 1627 voltooide. Het drooggelegde land werd op traditionele wijze ingezaaid, met koolzaad. Het succes werd enigszins getemperd door de juridische claims van de plaatselijke bewoners die Vermuyden daarna achtervolgden. In 1630 bereikten de partijen een overeenkomst, waarbij de Nederlanders werden vervangen door lokale arbeiders, die bovendien gecompenseerd werden voor hun verlies aan visserij- en jachtgronden. De "Dutch River" herinnert nog aan dit project, evenals de "Vermuyden School" in Goole.

## The Fens

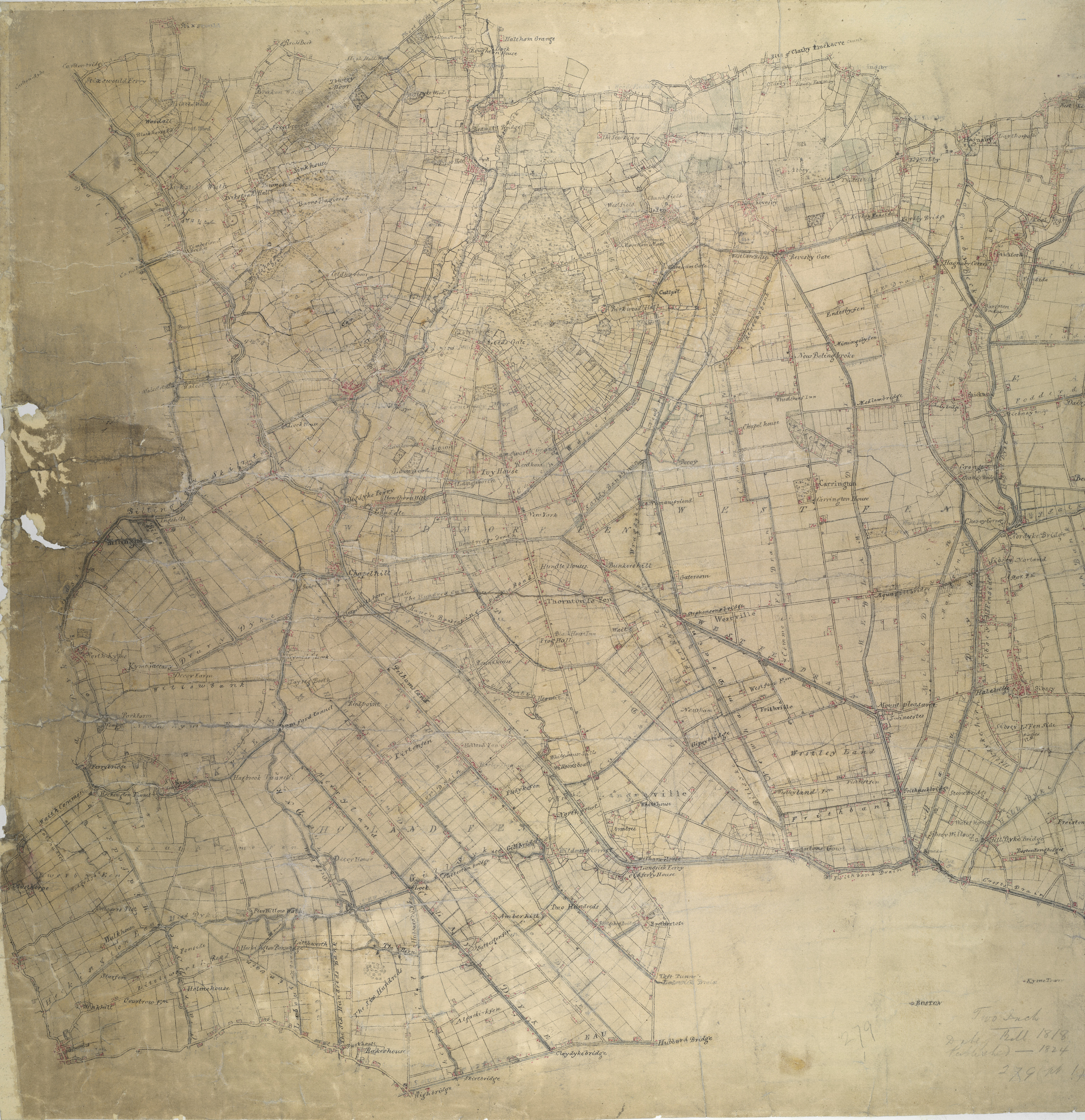
Kaart van de werken van Vermuyden in de West Fen

Zijn grootste bekendheid kreeg Vermuyden echter met de drooglegging van The Fens (ook: "Great Fen", thans "Bedford Level"), een veengebied in East Anglia aan The Wash tussen King's Lynn, Cambridge en Lincoln groter dan de provincie Overijssel. Onder zijn leiding ontstond een uitgebreid stelsel van ontwateringskanalen, afvoerleidingen en sluizen. De operatie werd in 1637 voltooid, maar kreeg veel kritiek te verduren van andere bouwkundigen die van mening waren dat het systeem niet goed werkte.
Tijdens de Engelse Burgeroorlog werd het gebied weer onder water gezet en in 1649 werd Vermuyden opnieuw gevraagd het gebied droog te maken. Het werk werd uitgevoerd door de inzet van Schotse krijgsgevangenen die gevangen waren genomen tijdens de Slag bij Dunbar. Hun werk resulteerde in de New Bedford River. In 1652 konden de laaggelegen gronden voor veeteelt en akkerbouw in gebruik worden genomen.
Doordat zijn opdrachtgevers sommige werken om financiële redenen uitstelden werd het plan van Vermuyden nooit geheel uitgevoerd. Daarom kreeg hij de schuld toen de landerijen sneller begonnen in te klinken dan het land vlak aan zee. De afwatering werd hierdoor onmogelijk en gebouwen gingen verzakken. Tegen het einde van de zeventiende eeuw stond een groot deel van het drooggemalen land weer onder water. In de achttiende eeuw probeerde men dit tijdelijk op te lossen door de bouw van windmolens. Pas in 1962 werden aan de hand van oude tekeningen van Vermuyden alsnog een aantal werken aangelegd die de waterhuishouding verbeterden.
Ook voor de werken in The Fens haalde Vermuyden honderden Zeeuwse en Hollandse werklieden naar Engeland. Die Nederlandse invloed is nog steeds herkenbaar. Het landschap in The Fens doet met polders, watergangen en boerderijen erg Hollands aan. Kanalen heten "South Holland Main Drain" en "Forty Foot or Vermuden's Drain" en plaatsjes Nordelph (Noord-Delft) en Southery (Zouterij). Nederlandse familienamen zijn zichtbaar op grafstenen op de kerkhoven van Wisbech, Downham Market en Swaffham. In Wisbech is een klein museum waar de geschiedenis van het gebied wordt verhaald.
Drie eeuwen later, tussen 1949 en 1953, zouden wederom twee Nederlandse waterstaatsingenieurs, Johan van Veen en Johan Ringers, de Engelse regering adviseren over de afwatering van The Fens. In feite kwam hun plan voor een groot deel overeen met een nooit uitgevoerd voorstel van Vermuyden.